# Sacramento Republic Football Club
Il Sacramento Republic Football Club è una società calcistica professionistica statunitense con base a Sacramento, in California, che disputa le proprie partite casalinghe presso il Heart Health Park, impianto da 11 569 posti a sedere.
Milita nella USL Championship, seconda divisione del calcio americano.

## Storia

### USL
Il 3 dicembre 2012 la USL Pro (l'attuale USL Championship, allora terza divisione del calcio statunitense) ha annunciato la fondazione di una nuova franchigia nella città di Sacramento,la quale avrebbe partecipato al campionato a partire dalla stagione 2014. Il 15 luglio 2013 la leggenda del calcio americano Preki fu annunciata come primo allenatore della storia del club. Tre giorni dopo la società annunciò il nome ufficiale della squadra, assieme allo stemma del club, entrambi scelti dai tifosi tramite un sondaggio.
Il 22 marzo 2014 il Sacramento Republic disputò la sua prima partita ufficiale della propria storia pareggiando 1-1 sul campo del L.A. Galaxy II. La prima partita interna della storia del club arrivò oltre un mese dopo, il 26 aprile, nella sconfitta per 2-1 contro gli Harrisburg City Islanders. Nonostante la sconfitta maturata sul campo, l'esordio casalingo del club, disputatosi presso lo Hughes Stadium, ebbe un successo di pubblico strepitoso, facendo registrare il tutto esaurito e attirando una folla di 20 231 spettatori e quasi doppiando il precedente record di spettatori per una partita di stagione regolare di USL Pro. Il successo di pubblico della squadra continuò ben oltre quell'evento, con il club che fu capace di far registrare il sold out per ogni partita di quella stagione di campionato con l'eccezione di una. Il 20 giugno 2014 il club inaugurò il proprio nuovo stadio, specifico per il calcio e con una capienza massima di 8 000 spettatori, il Bonney Field (l'attuale Papa Murphy's Park). L'incontro inaugurale vide una vittoria di Sacramento per 4-3 contro la squadra riserve dei Colorado Rapids.
Sul campo, la formazione concluse la stagione regolare al secondo posto complessivo con 55 punti, frutto di 17 vittorie, 4 pareggi e 7 sconfitte. Al primo turno dei playoff il Sacramento Republic si sbarazzò facilmente degli Wilmington Hammerheads (4-1), prima di vincere la semifinale contro il L.A. Galaxy II per 3-2 grazie a un'incredibile rimonta maturata nel secondo tempo. La finale, disputata il 27 settembre contro gli Harrisburg City Islanders, vide nuovamente trionfare il Republic (2-0), che si aggiudicò dunque il titolo di campione nella stagione di esordio.
Visto il grande successo di pubblico, a gennaio 2015 il club iniziò i lavori per ampliare lo stadio, la cui capienza fu così portata agli attuali 11 569 posti in tempo per l'inizio della stagione successiva. Sul campo la squadra concluse la stagione al quarto posto della Western Conference, ma fu sconfitta già al primo turno dei playoff dal L.A. Galaxy II con il risultato di 1-0.
Da allora il Sacramento Republic si è sempre mantenuto ai vertici della USL, qualificandosi per la post-season ogni anno, ma non è più riuscito ad andare oltre i quarti di finale dei playoff, compreso quando nel 2016 il club aveva chiuso la stagione al primo posto della Western Conference.

### MLS
In virtù della grande popolarità della squadra, il club preparò la propria offerta per entrare nella Major League Soccer, il massimo campionato statunitense di calcio, ufficializzandola poi a gennaio 2017. Il 25 maggio dello stesso anno, la Sac Soccer & Entertainment Holdings, guidata da Kevin Nagle, acquisì il club dall'allora presidente co-fondatore Warren Smith allo scopo di fornire maggiore liquidità al club in vista di un eventuale passaggio in MLS. Il 22 gennaio 2019 il miliardario americano Ron Burkle, già proprietario della franchigia NHL dei Pittsburgh Penguins, fu annunciato come investitore primario del club per l'ingresso in MLS, soddisfacendo così i requisiti finanziari richiesti dalla lega. Il 21 ottobre 2019, in una conferenza stampa convocata per l'occasione, il commissioner MLS Don Garber ufficializzò l'ingresso del Sacramento Republic nella lega per la stagione 2022. Successivamente, a causa di ritardi causati dalla pandemia di COVID-19, club e lega decisero di rimandare l'ingresso del club nella lega al 2023. Tuttavia, il 26 febbraio 2021, il capo investitore Ron Burkle decise di non proseguire con l'acquisizione dei diritti di franchigia MLS, ponendo come motivazione le difficoltà economiche dovute all'andamento della pandemia nonché l'aumento dei costi previsti per la costruzione del nuovo stadio. Il processo del Sacramento Republic in MLS è così attualmente in una fase di pausa indefinita.

## Colori e simboli
I colori ufficiali del club sono il granata e il bianco. Lo stemma, a forma di scudo, comprende molti elementi presenti nella bandiera della California, tra cui il grizzly californiano, animale simbolo dello Stato, e la stella nautica a cinque punte simbolo delle forze armate statunitensi. Appena sotto l'orso, sullo stemma compare anche il motto latino della città di Sacramento, Urbs Indomita, traducibile con "città indomabile".

## Stadi

### USL
Quando fu inizialmente proposta la creazione di una franchigia USL a Sacramento, il club pianificava di utilizzare lo Hughes Stadium come impianto di casa. Il 14 novembre 2013, tuttavia, il club annunciò di aver pianificato la costruzione di un nuovo stadio specifico per il calcio dalla capienza di 8 000 posti a sedere, il quale avrebbe dovuto essere pronto già per l'inizio della stagione 2014. Dato che non fu però questo il caso, la squadra disputò i primi incontri casalinghi della stagione presso lo Hughes Stadium, prima di inaugurare il nuovo stadio, inizialmente denominato Bonney Field, il 20 giugno 2014 in occasione del successo per 4-3 contro le riserve dei Colorado Rapids.
Visto il grande successo di pubblico, a gennaio 2015 il club iniziò i lavori per ampliare lo stadio, la cui capienza fu così portata agli attuali 11 569 posti in tempo per l'inizio della stagione successiva. A marzo 2017, per ragioni di sponsorizzazione, l'impianto cambiò nome nell'attuale Papa Murphy's Park.

### Stadio MLS
Come parte della proposta del club di entrare a far parte della Major League Soccer, la società annunciò di pianificare la costruzione di un nuovo stadio in centro capace di contenere 20 000 spettatori. Ad agosto 2015, il club ingaggiò ufficialmente gli architetti della HNTB Corp. per il progetto del nuovo stadio, il quale sarebbe sorto nel sito denominato Sacramento Railyards. Il progetto, parzialmente basato sugli input degli stessi tifosi della squadra, fu svelato al pubblico il 1º dicembre 2015 e venne approvato unanimemente dal consiglio cittadino la sera stessa. Il costo stimato dello stadio, il quale sarebbe stato pronto per il 2018 in caso di ingresso del Republic in MLS, ammontava inizialmente a 226 milioni di dollari.
Il 2 aprile 2019 la società svelò alcune migliorie al progetto, le quali portarono i costi a lievitare fino a 252 milioni di dollari. Con l'annuncio dell'ingresso del club in MLS, arrivato il 21 ottobre 2019, la fine stimata dei lavori di costruzione avrebbe visto lo stadio essere pronto in tempo per la stagione 2022, poi diventata 2023 a causa di ritardi dovuti alla pandemia di COVID-19. A causa del ritiro del principale investitore del club Ron Burkle, però, l'ingresso del Sacramento Republic nella massima lega calcistica statunitense è stato messo in pausa, e con esso anche il progetto del nuovo stadio.

## Tifoseria
Il principale gruppo organizzato di tifosi è il Tower Bridge Battailon, il quale prende il nome dal ponte che connette il centro della città alla sua periferia occidentale. È solito occupare i posti della curva nord del Papa Murphy's Park.

## Rosa 2019
| N. |                              | Ruolo | Calciatore                |
| -- | ---------------------------- | ----- | ------------------------- |
| 1  | Stati Uniti (bandiera)       | P     | Bobby Shuttleworth        |
| 2  | Trinidad e Tobago (bandiera) | D     | Shannon Gomez             |
| 4  | Stati Uniti (bandiera)       | D     | Mitchell Taintor          |
| 5  | Stati Uniti (bandiera)       | D     | Matthew Mahoney           |
| 6  | Grecia (bandiera)            | C     | Charalampos Chantzopoulos |
| 7  | Stati Uniti (bandiera)       | C     | Hayden Partain            |
| 9  | Polonia (bandiera)           | C     | Dariusz Formella          |
| 10 | Canada (bandiera)            | C     | Keven Alemán              |
| 11 | Stati Uniti (bandiera)       | C     | Sam Werner                |
| 12 | Stati Uniti (bandiera)       | C     | Drew Skundrich            |
| 15 | El Salvador (bandiera)       | D     | Juan Barahona             |
| 18 | Rep. Dominicana (bandiera)   | P     | Rafael Diaz               |

| N. |                        | Ruolo | Calciatore        |
| -- | ---------------------- | ----- | ----------------- |
| 20 | Bulgaria (bandiera)    | A     | Villyan Bijev     |
| 21 | Israele (bandiera)     | D     | Dekel Keinan      |
| 23 | Danimarca (bandiera)   | C     | Thomas Enevoldsen |
| 24 | Stati Uniti (bandiera) | C     | Jaime Villarreal  |
| 25 | Stati Uniti (bandiera) | C     | Ray Saari         |
| 29 | Stati Uniti (bandiera) | A     | Stefano Bonomo    |
| 30 | Stati Uniti (bandiera) | D     | Jordan McCrary    |
| 31 | Stati Uniti (bandiera) | A     | Cameron Iwasa     |
| 46 | Stati Uniti (bandiera) | C     | Mario Penagos     |
| 47 | Stati Uniti (bandiera) | D     | Hayden Sargis     |
| 49 | Stati Uniti (bandiera) | P     | Diego Ramos       |

## Palmarès

### Competizioni nazionali
- USL Pro: 1

2014

### Altri piazzamenti
- Lamar Hunt U.S. Open Cup:

Finalista: 2022